# KELT-18b
KELT-18b는 뜨거운 목성으로, 목성보다 질량이 1.18 ± 0.18 정도 크다. 큰곰자리에 위치하였으며, KELT-18을 돌고 있다. 뜨거운 별 주위에 알려진 가장 팽창된 행성 중 하나다. (온도가 약 2,120K다)